# Plaza Dinamarca
La plaza Dinamarca  (en noruego: Danmarksplass) es una plaza en el barrio Årstad en la ciudad de Bergen, Noruega. Hoy en día es conocida como una de las más concurridas intersecciones de carreteras de Noruega, que fue conocida originalmente como "Kronstadtorget". Después de la Segunda Guerra Mundial, recibió su nombre actual en honor a los esfuerzos humanitarios de Dinamarca en Noruega durante la guerra. "Danmarksplass" es comúnmente utilizada también para describir las inmediaciones de la plaza, por ejemplo, Krohnsminde kunstgressbane. Danmarksplass tiene más contaminación del aire que cualquier otro lugar en Bergen, causada por el tráfico, así como por su ubicación entre dos colinas.